# Torpedo (rodzaj)
Torpedo – rodzaj morskich ryb chrzęstnoszkieletowych z rodziny drętwowatych (Torpedinidae). 

## Rozmieszczenie geograficzne
Do rodzaju należą gatunki występujące w wodach oceanów – Atlantyckiego i Indyjskiego.

## Morfologia
Długość ciała do 130 cm; masa ciała (największa opublikowana) do 6 kg.

## Systematyka
Rodzaj zdefiniował w 1805 roku francuski zoolog André Marie Constant Duméril w publikacji własnego autorstwa poświęconej systematyce zoologicznej. Gatunkiem typowym jest (późniejsze oznaczenie monotypowe) drętwa pawik (T. torpedo).

### Etymologia
- Torpedo: łac. torpedo, torpedinis ‘drętwa’, od torpere ‘drętwienie, paraliż’[14].
- Narcobatus: gr. ναρκη narkē ‘każda elektryczna ryba, która powoduje uczucie drętwienia przy dotknięciu’[15]; βατις batis ‘płaska ryba, zwykle stosowana w odniesieniu do płaszczki lub rai’[16]. Gatunek typowy (późniejsze oznaczenie): Raja torpedo Linnaeus, 1758[17].
- Narcacion: gr. ναρκη narkē ‘każda elektryczna ryba, która powoduje uczucie drętwienia przy dotknięciu’[15]; łac. przyrostek zdrabniający -ion[18]. Gatunek typowy: nie wymieniony.
- Fimbriotorpedo: łac. fimbriae ‘frędzle, krawędź’[19]; rodzaj Torpedo Duméril, 1805. Gatunek typowy (późniejsze oznaczenie): Torpedo marmorata Risso, 1810[20].
- Eunarce: gr. ευ eu ‘dobry, ładny, typowy’[21]; ναρκη narkē ‘każda elektryczna ryba, która powoduje uczucie drętwienia przy dotknięciu’[15]. Gatunek typowy (oryginalne oznaczenie): Torpedo narke Risso, 1810 (= Raja torpedo Linnaeus, 1758).

### Podział systematyczny
Do rodzaju należą następujące gatunki:
- Torpedo adenensis Carvalho, Stehmann & Manilo, 2002
- Torpedo alexandrinsis Mazhar, 1987
- Torpedo andersoni Bullis, 1962
- Torpedo bauchotae Cadenat, Capapé & Desoutter, 1978
- Torpedo fuscomaculata Peters, 1855
- Torpedo mackayana Metzelaar, 1919
- Torpedo marmorata Risso, 1810 – drętwa europejska[22]
- Torpedo panthera Olfers, 1831
- Torpedo polleni (Bleeker, 1865)
- Torpedo sinuspersici Olfers, 1831
- Torpedo suessii Steindachner, 1898
- Torpedo torpedo (Linnaeus, 1758) – drętwa pawik[23]
- Torpedo zugmayeri Engelhardt, 1912